# سارگیس آبراهامیان
سارگیس آوتیسی آبراهامیان (ارمنی: Սարգիս Ավետիսի Աբրահամյան؛ زاده ۲۸ دسامبر ۱۹۱۵ - درگذشته ۱۵ ژوئن ۱۹۶۹) یک نویسنده، pedagogue، و چهره فرهنگی اهل ارمنستان بود. وی عضو اتحادیه نویسندگان شوروی بود. جایزه «نشان افتخاری» به آبرهامیان اعطا گردید. وی در شهر استپاناکرت درگذشت.